# 広島市立船越小学校
広島市立船越小学校（ひろしましりつ ふなこししょうがっこう）は、広島県広島市安芸区船越5丁目にある公立小学校。

## 通学区域
- 広島市安芸区
  - 船越一丁目～六丁目、船越町、船越南一丁目～五丁目[1]

## 交通アクセス
- JR山陽本線・呉線 海田市駅から徒歩5分
- 芸陽バス・広電バス 安芸区役所前バス停より徒歩5分[2]